# 2022年SCO首脳会議
2022年SCO首脳会議（英: 2022 Samarkand SCO summit、中: 2022年上海合作組織撒馬爾罕峰會）は、2022年9月15日から9月16日にウズベキスタンのサマルカンドで開催された、上海協力機構の国家元首による第22回首脳会議。

## 議題
サミットでは、複数の大国や地域統合による「多極的世界秩序」の強化を盛り込んだ共同宣言を採択した。イランが加盟に向けた覚書に署名し、2023年首脳会議から正式メンバーとして参加することが決まった。
上海協力機構の加盟国間の貿易で、自国通貨の使用を増やす措置を取ることで合意した。ロシアは露宇戦争による西側諸国の制裁導入を受け、米ドルへの依存を減らす脱ドル化を推進している。

## 参加者

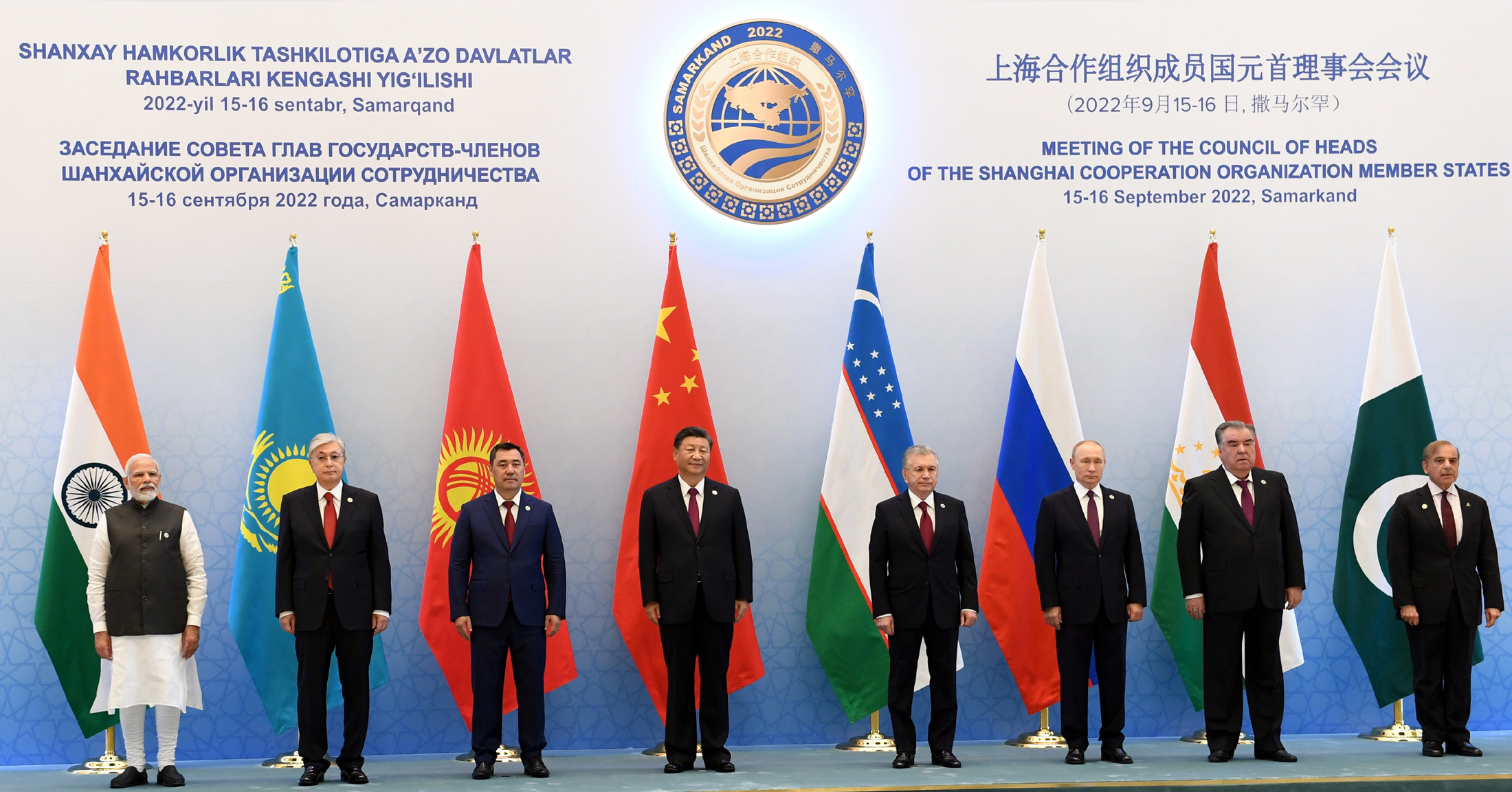
SCO加盟国の元首。

### 加盟国
- 中国 - 習近平総書記
- インド - ナレンドラ・モディ首相
- カザフスタン - カシムジョマルト・トカエフ大統領
- キルギス - サディル・ジャパロフ大統領
- パキスタン - シャバーズ・シャリフ首相
- ロシア - ウラジーミル・プーチン大統領
- タジキスタン - エモマリ・ラフモン大統領
- ウズベキスタン - シャフカト・ミルジヨエフ大統領

### オブザーバー
- ベラルーシ - アレクサンドル・ルカシェンコ大統領
- イラン - エブラーヒーム・ライースィー大統領
- モンゴル - ウフナーギーン・フレルスフ大統領

### ゲスト
- アゼルバイジャン - イルハム・アリエフ大統領
- トルコ - レジェップ・タイイップ・エルドアン大統領
- トルクメニスタン - セルダル・ベルディムハメドフ大統領

### 国際機関
- 集団安全保障条約機構
- 独立国家共同体
- アジア相互協力信頼醸成措置会議
- 経済協力機構
- ユーラシア経済連合
- 国際連合